# Йоханес Вернер фон Цимерн Млади
Йоханес Вернер фон Цимерн „Млади“ (на немски: Johannes Werner von Zimmern der Jüngere; Johann Werner II von Zimmern-Mösskirch; * 24 юни 1480, Мескирх; † 1 януари 1548, Кюнсбах, Купферцел) е граф на Цимерн, господар на Мескирх в Баден-Вюртемберг. Фамилията е издигната на графове през 1538 г. Баща е на Фробен Кристоф фон Цимерн, авторът на „Цимерската хроника“.

## Биография
Той е вторият син на Йохан Вернер I фон Цимерн Стари (1454 – 1495) и съпругата му Маргарета фон Йотинген († 1528), дъщеря на граф Вилхелм I фон Йотинген († 1467) и Беатриче дела Скала († 1466). Брат е на Файт Вернер фон Цимерн (1479 – 1499), Готфрид Вернер фон Цимерн (1484 – 1554), граф на Цимерн-Вилденщайн, и на Вилхелм Вернер фон Цимерн II (1485 – 1575), граф на Цимерн, господар на Херенцимерн.
Баща му Йохан Вернер I има от 1487 г. конфликти с Верденбергите, загубва собственостите и бяга в Швейцария. Двамата най-големи сина Йоханес и Файт Вернер, са изпратени в двора на пфалцграф и курфюрст Филип в Хайделберг.
След смъртта на брат му Файт Вернер през 1499 г. Йоханес продължава да се бори за бащиното му наследство. На 17 септември 1503 г. Йоханес Вернер, с помощта на доброжелатели от Пфалц, Бавария и Вюртемберг, завладява отново Мескирх. На 9 март 1504 г. на имперското събрание в Аугсбург господарите фон Цимерн получават отново старите си права.
След смъртта на чичо му Готфрид на 10 май 1508 г. тримата братя разделят наследството. Йоханес получава господството Мескирх. По-малкият му брат Вилхелм Вернер фон Цимерн се отказва от наследството 1509 г. Двамата братя Йоханес Вернер и Готфрид Вернер фон Цимерн разделят правата за собственост и управление по между си. Двамата братя управляват Вилденщайн един след друг. Задълженията от времето на изгонването също се поделят, 335 гулдена за Йоханес Вернер и 475 гулдена за Готфрид Вернер.
През 1517 г. Йоханес Вернер прави поклонение до Сантяго де Компостела.
Умира на 1 януари 1548 г. в Кюнсбах (днес част от Купферцел) на 67 години и е погребан в Мескирх. Родът на господарите и графовете фон Цимерн измира по мъжка линия през 1594 г.

## Фамилия
Йоханес Вернер фон Цимерн Млади се жени на 24 юни 1510 г. за Катарина фон Ербах-Ербах (* ок. 1485; † 13 февруари 1549), дъщеря на граф? Еразмус I фон Ербах-Ербах († 1503) и Елизабет фон Верденберг-Зарганс († 1536). Те имат пет деца:
- Кристоф Вернер фон Цимерн (1514 – 1517)
- Йохан Кристоф фон Цимерн (* 1516; † 18 август 1557)
- Фробен Кристоф фон Цимерн (* 19 февруари 1519; † 27 ноември 1566), авторът на „Цимерската хроника“, граф на Цимерн-Мескирх, женен на 28 април 1544 г. в замък Ной Еберщайн за Кунигунда фон Еберщайн (* 1528; † 13 юли (август) 1575)
- Барбара фон Цимерн († 1526)
- Готфрд Кристоф фон Цимерн (* 17 май 1524; † 9 септември 1570)